# Wałgussy
Wałgussy (ros. Валгуссы) – wieś (sieło) w Rosji, w obwodzie uljanowskim, w rejonie wołodarskim. W 2010 liczyła 525 mieszkańców.